# بلک‌پینک: آسمان را روشن کن
بلک‌پینک: آسمان را روشن کن (انگلیسی: Blackpink: Light Up the Sky) یک فیلم مستند در سال ۲۰۲۰ به کارگردانی کارولین سوه است که داستان گروه دخترانه کره جنوبی بلک‌پینک را به عنوان همبازی و به صورت فردی روایت می‌کند و به شهرت رسیدن آنها می‌پردازد. این فیلم درست کمتر از دو هفته پس از انتشار اولین آلبوم استودیویی بلک‌پینک به نام آلبوم (۲۰۲۰) منتشر شد و به عنوان «یک مستند دوست داشتنی که بر ویژگی هر یک از اعضا تأکید دارد» توصیف شده‌است.
بلک‌پینک: آسمان را روشن کن در ۱۴ اکتبر ۲۰۲۰ در سراسر جهان از طریق نتفلیکس منتشر شد. این اولین مستند بلک‌پینک و اولین محتوای اصلی کی-پاپ نتفلیکس است.